# Sara García Gross
Sara García Gross (Chalchuapa, 1986) is een Salvadoraanse activist, feminist en mensenrechtenverdediger. Gross is vooral bekend als uitvoerend coördinator van de burgervereniging voor de decriminalisering van therapeutische, ethische en eugenetische abortus (Spaans: Agrupación Ciudadana por la Despenalización del Aborto Terapéutico, Ético y Eugenésico), die in 2009 is opgericht. Deze burgervereniging is een multidisciplinaire maatschappelijke organisatie die bewustwording wil creëren om de Salvadoraanse wetgeving omtrent abortus te veranderen. Daarnaast zet de organisaties zich in voor het verdedigen van vrouwen die zijn aangeklaagd of veroordeeld voor abortus of gerelateerde zaken en promoten ze seksuele voorlichting. Sara García Gross is ook lid van het Salvadoraanse netwerk van mensenrechtenverdedigers (Spaans: Red Salvadoreña de Defensoras de Derechos Humanos). Tevens presenteert ze het radioprogramma “Del Hospital a la Cárcel” dat zich bezighoudt met kwesties rondom seksuele en reproductive rechten.

## Biografie
Gross is afgestudeerd aan de José Simeón Cañas Centraal-Amerikaanse Universiteit (Spaans: Universidad Centroamericana "José Simeón Cañas") in psychologie. Ze is gespecialiseerd in gender aan de Nationale Autonome Universiteit van Mexico (Spaans: Universidad Nacional Autónoma de México, UNAM).